# Maria Canins
Maria Canins, född den 5 juli 1949 i La Villa i Badia, är en italiensk före detta tävlingscyklist och längdskidåkare.
Som skidåkare vann Canins Marcialonga tio år i rad (1979–1988), Vasaloppet 1985 och femton italienska mästerskapstitlar, medan hon som cyklist vann Tour de France för damer 1985 och 1986, Giro d'Italia för damer 1988, tio italienska mästerskapstitlar och världsmästerskapen i lagtempo 1988. Efter sin professionella karriär som landsvägscyklist började hon med mountainbike och vann världsmästerskapen i cross-country för veteraner 1991 och 1993.
1982 blev hon italiensk mästare i mountain running.
Därutöver har hon blivit världsmästare i vintertriathlon, elit damer, 1997 och 1999 (knappt fyra månader senare fyllde hon 50 år!).
Hon kallades "La Mamma Volante" ("Den flygande mamman" - dottern Concetta, född 1978, åkte med i lagets servicebil) och var gift med längdskidåkaren och skidalpinisten Bruno Bonaldi (1944-2016).

## Meriter

### Landsvägscykling
1982
Vinnare  linjelopp, Italienska mästerskapen
2:a linjelopp, Världsmästerskapen
1983
3:a linjelopp, Världsmästerskapen
1984
Vinnare  linjelopp, Italienska mästerskapen
Vinnare  totalt Coors Classic
Vinnare av prologen
Vinnare Trofeo Alfredo Binda
2:a totalt Tour of Norway
5:a linjelopp, Olympiska spelen
1985
Vinnare  linjelopp, Italienska mästerskapen
Vinnare  totalt Tour de France Féminin
Vinnare av etapperna 2, 4, 8, 9 och 11
Vinnare  av bergspristävlingen
Vinnare  totalt Tour of Norway
Vinnare av etapp 5
Vinnare Trofeo Alfredo Binda
2:a linjelopp, Världsmästerskapen
2:a Super Prestige Pernod
1986
Vinnare  totalt Tour de France Féminin
Vinnare av prologen och etapperna 5, 6, 9, 11 och 13
Vinnare  av bergspristävlingen
Vinnare  totalt Tour of Norway
Vinnare totalt Coppa dell'Adriatico
Vinnare av poängtävlingen
Vinnare av etapp 4
2:a Super Prestige Pernod
8:a Vertemate con Minoprio
1987
Italienska mästerskapen
Vinnare  linjelopp
Vinnare  tempolopp
Vinnare  totalt Tour de l'Aude Cycliste Féminin
2:a totalt Tour de France Féminin
2:a Super Prestige Pernod
3:a Vertemate con Minoprio
1988
Vinnare  lagtempo, Världsmästerskapen
Italienska mästerskapen
Vinnare  linjelopp
Vinnare  tempolopp
Vinnare  totalt Giro d'Italia Femminile
2:a totalt Tour de France Féminin
Vinnare  av bergspristävlingen
2:a totalt Tour de l'Aude Cycliste Féminin
1989
Italienska mästerskapen
Vinnare  linjelopp
Vinnare  tempolopp
Vinnare GP Conad
Världsmästerskapen
2:a lagtempo
3:a linjelopp
2:a totalt Tour de France Féminin
1990
Vinnare  tempolopp, Italienska mästerskapen
Vinnare totalt Tour de la Drôme
Vinnare av prologen och etapperna 3 och 4
Vinnare Trofeo Alfredo Binda
2:a totalt Giro d'Italia Femminile
1991
Vinnare Sankt Johann in Tirol
1992
Vinnare Trofeo Alfredo Binda
1993
5:a  Trofeo Alfredo Binda
1994
2:a Trofeo Spadaccini Chrono
3:a Villafranca di Forlì Chrono
1995
5:a tempolopp, Italienska mästerskapen